# 銀色粗針䲁
銀色粗針䲁（學名：Clinitrachus argentatus），為輻鰭魚綱䲁形目胎䲁科粗針䲁屬的一個種，分布於東北大西洋摩洛哥至葡萄牙、地中海、馬摩拉海及博斯普魯斯海峽海域，本魚身體細長，側面扁平，頭部眼睛後面有一條三角形的脊，上面附著有分支的觸手，管狀前鼻孔的邊緣有另一根觸手，後鼻孔附近有一個較小的觸手，背鰭硬棘及軟條間有一個凹痕，身色從淺灰色到深棕色不等，偶爾會呈現紫色，側線下方的側面有成排的銀灰色小斑點，側線上方散佈著更多斑點，頭部呈銀灰色，頭頂上部顏色較淺，眼睛周圍有星狀花紋，背鰭硬棘37-44枚、背鰭軟條5-9枚、臀鰭硬棘2枚、臀鰭軟條26-34枚，體長可達10公分，棲息在海藻密集生長的淺水域，以小型無脊椎動物為食，繁殖季節是五月和六月，雌魚產附著性卵，雄魚會守護卵，幼魚為浮游性，生活習性不明。

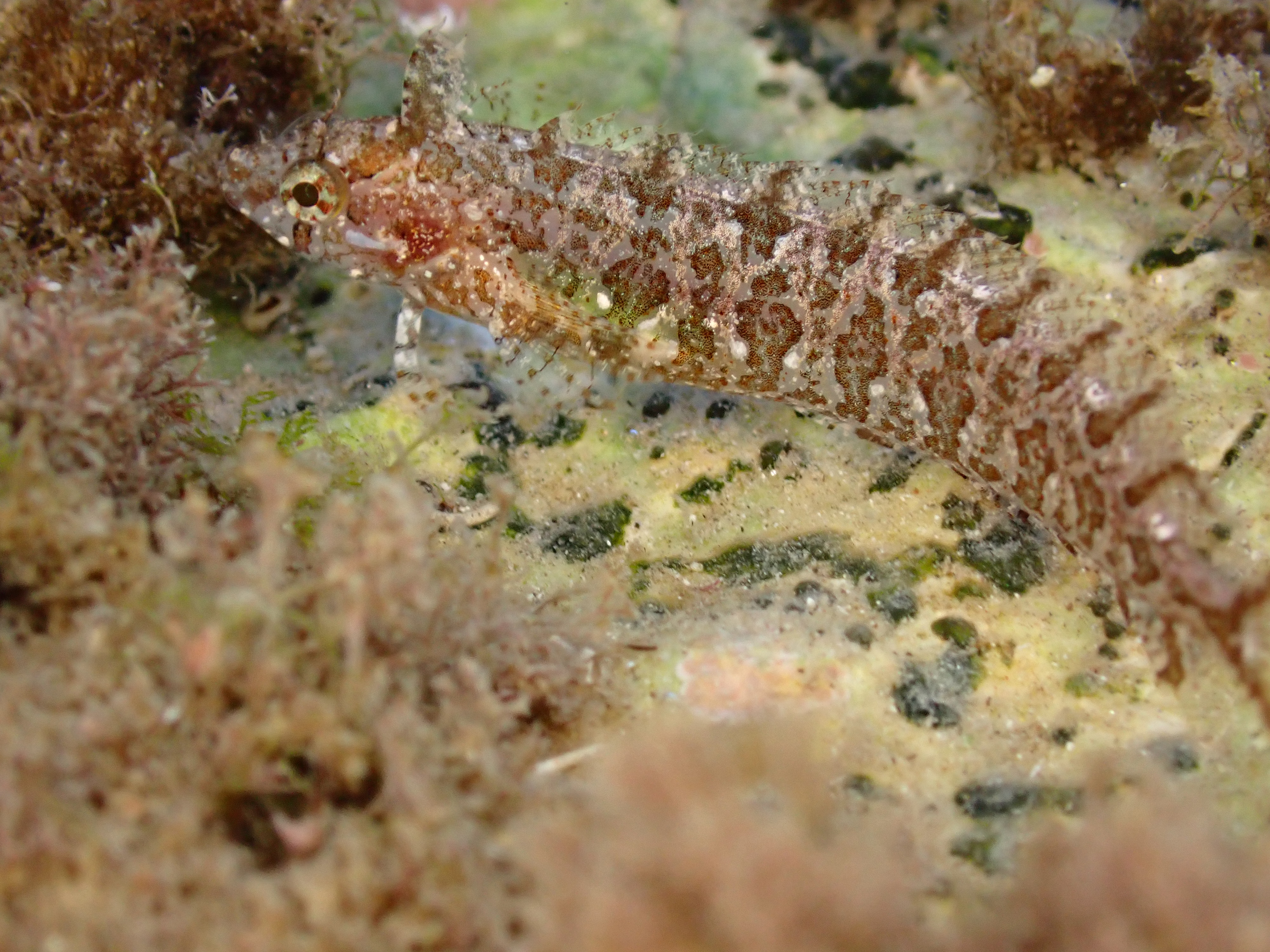
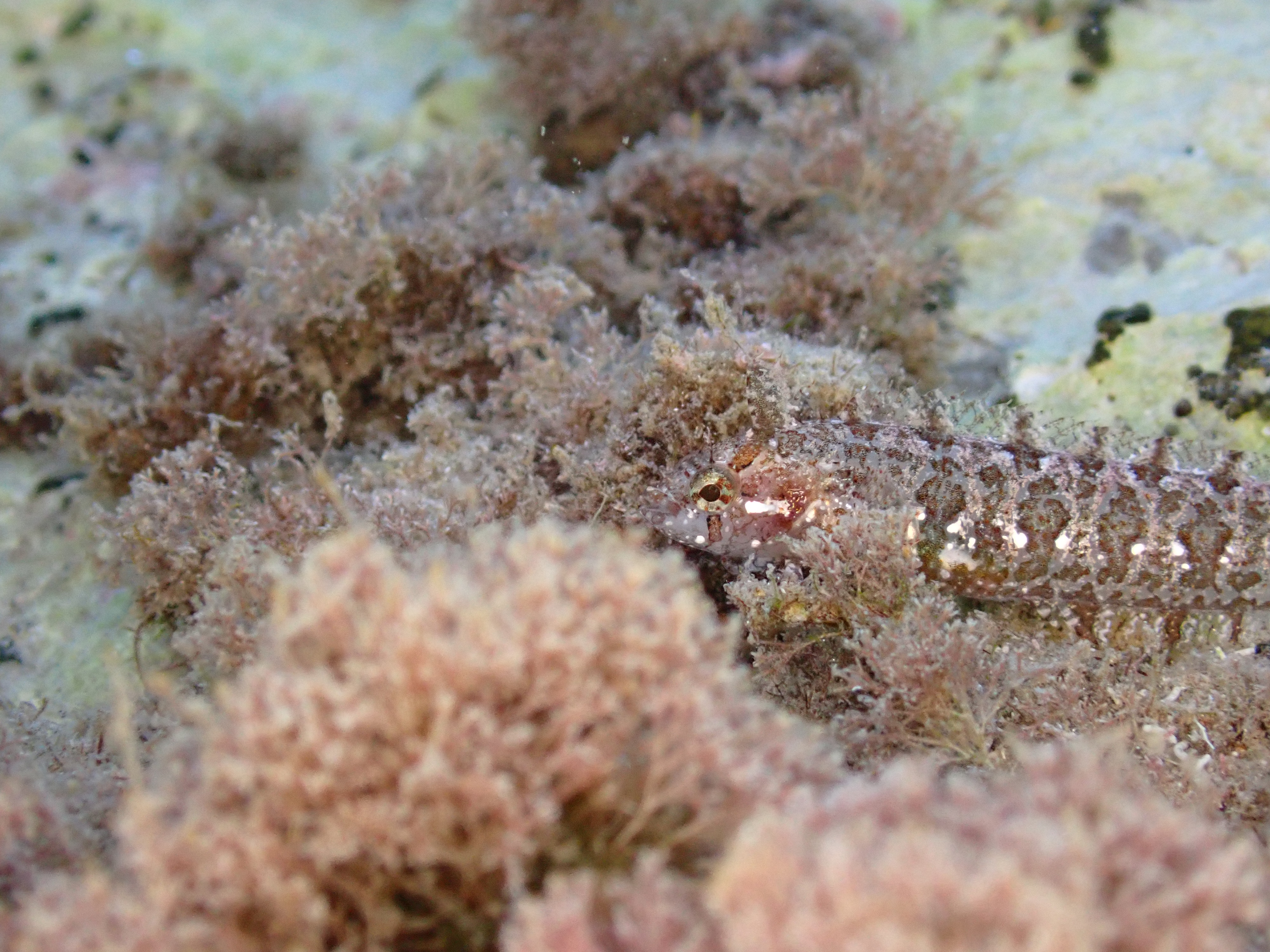